# 1990-es Formula–1 brazil nagydíj
A brazil nagydíj volt az 1990-es Formula–1 világbajnokság második futama, amelyet 1990. március 25-én rendeztek meg a brazil Autódromo José Carlos Pace-en, São Paulóban.

## Előkvalifikáció
A brazil rajtrácson Senna és Berger indult első sorból a két Williams és a két Ferrari előtt.
A rajt után Senna vezetett Berger, Boutsen és Prost előtt. Boutsen hamar megelőzte Bergert, de Senna tempóját nem tudta tartani. A boxkiállásoknál Boutsen gumit és orrkúpot cserélt, így a tizenegyedik helyre esett vissza. A Ferrari-szerelők jó munkájának köszönhetően Prost a második helyre tért vissza. A 10 másodperccel vezető Senna a lekörözendő Nakadzsimának ütközött, emiatt ki kellett állnia a boxba. Prost tisztán győzött Berger, Senna és Mansell előtt.
| Helyezés | Versenyző          | Csapat/Motor          | Idő        | Különbség |
| -------- | ------------------ | --------------------- | ---------- | --------- |
| 1        | Éric Bernard       | Larrousse-Lamborghini | 1:23,763   | –         |
| 2        | Szuzuki Aguri      | Larrousse-Lamborghini | 1:23,982   | + 0,219   |
| 3        | Olivier Grouillard | Osella-Ford           | 1:23,987   | + 0,224   |
| 4        | Yannick Dalmas     | AGS-Ford              | 1:24,015   | + 0,252   |
| 5        | Gabriele Tarquini  | AGS-Ford              | 1:24,265   | + 0,502   |
| 6        | Roberto Moreno     | Euro Brun-Judd        | 1:25,763   | + 2,000   |
| 7        | Bertrand Gachot    | Coloni-Subaru         | 1:34,046   | + 10,283  |
| 8        | Claudio Langes     | Euro Brun-Judd        | 1:39,188   | + 15,425  |
| 9        | Gary Brabham       | Life                  | Idő nélkül |           |

## Időmérő edzés
| Helyezés | Versenyző          | Csapat/Motor          | Idő      | Különbség |
| -------- | ------------------ | --------------------- | -------- | --------- |
| 1        | Ayrton Senna       | McLaren-Honda         | 1:17,277 | –         |
| 2        | Gerhard Berger     | McLaren-Honda         | 1:17,888 | + 0,611   |
| 3        | Thierry Boutsen    | Williams-Renault      | 1:18,150 | + 0,873   |
| 4        | Riccardo Patrese   | Williams-Renault      | 1:18,288 | + 1,011   |
| 5        | Nigel Mansell      | Ferrari               | 1:18,509 | + 1,232   |
| 6        | Alain Prost        | Ferrari               | 1:18,631 | + 1,354   |
| 7        | Jean Alesi         | Tyrrell-Ford          | 1:18,923 | + 1,646   |
| 8        | Pierluigi Martini  | Minardi-Ford          | 1:19,039 | + 1,762   |
| 9        | Andrea de Cesaris  | Dallara-Ford          | 1:19,125 | + 1,848   |
| 10       | Philippe Alliot    | Ligier-Ford           | 1:19,309 | + 2,032   |
| 11       | Éric Bernard       | Larrousse-Lamborghini | 1:19,406 | + 2,129   |
| 12       | Stefano Modena     | Brabham-Judd          | 1:19,425 | + 2,148   |
| 13       | Nelson Piquet      | Benetton-Ford         | 1:19,629 | + 2,352   |
| 14       | Martin Donnelly    | Lotus-Lamborghini     | 1:20,032 | + 2,755   |
| 15       | Alessandro Nannini | Benetton-Ford         | 1:20,055 | + 2,778   |
| 16       | Gianni Morbidelli  | Dallara-Ford          | 1:20,164 | + 2,887   |
| 17       | Paolo Barilla      | Minardi-Ford          | 1:20,282 | + 3,005   |
| 18       | Szuzuki Aguri      | Larrousse-Lamborghini | 1:20,557 | + 3,280   |
| 19       | Nakadzsima Szatoru | Tyrrell-Ford          | 1:20,568 | + 3,291   |
| 20       | Nicola Larini      | Ligier-Ford           | 1:20,650 | + 3,373   |
| 21       | Olivier Grouillard | Osella-Ford           | 1:20,884 | + 3,607   |
| 22       | Gregor Foitek      | Brabham-Judd          | 1:20,902 | + 3,625   |
| 23       | Michele Alboreto   | Arrows-Ford           | 1:20,920 | + 3,643   |
| 24       | Derek Warwick      | Lotus-Lamborghini     | 1:20,998 | + 3,721   |
| 25       | Alex Caffi         | Arrows-Ford           | 1:21,065 | + 3,788   |
| 26       | Yannick Dalmas     | AGS-Ford              | 1:21,087 | + 3,810   |
| NK       | Stefan Johansson   | Onyx-Ford             | 1:21,241 | + 3,964   |
| NK       | Jyrki Järvilehto   | Onyx-Ford             | 1:21,323 | + 4,046   |
| NK       | Ivan Capelli       | Leyton House-Judd     | 1:21,383 | + 4,106   |
| NK       | Maurício Gugelmin  | Leyton House-Judd     | 1:21,616 | + 4,339   |

## Futam
| Helyezés | Rajtszám | Versenyző          | Csapat/Motor          | Futott kör | Idő/Kiesés oka | Rajthely | Pont |
| -------- | -------- | ------------------ | --------------------- | ---------- | -------------- | -------- | ---- |
| 1        | 1        | Alain Prost        | Ferrari               | 71         | 1h37:21,258    | 6        | 9    |
| 2        | 28       | Gerhard Berger     | McLaren-Honda         | 71         | + 13,564       | 2        | 6    |
| 3        | 27       | Ayrton Senna       | McLaren-Honda         | 71         | + 37,722       | 1        | 4    |
| 4        | 2        | Nigel Mansell      | Ferrari               | 71         | + 47,266       | 5        | 3    |
| 5        | 5        | Thierry Boutsen    | Williams-Renault      | 70         | + 1 kör        | 3        | 2    |
| 6        | 20       | Nelson Piquet      | Benetton-Ford         | 70         | + 1 kör        | 13       | 1    |
| 7        | 4        | Jean Alesi         | Tyrrell-Ford          | 70         | + 1 kör        | 7        |      |
| 8        | 3        | Nakadzsima Szatoru | Tyrrell-Ford          | 70         | + 1 kör        | 19       |      |
| 9        | 23       | Pierluigi Martini  | Minardi-Ford          | 69         | + 2 kör        | 8        |      |
| 10       | 19       | Alessandro Nannini | Benetton-Ford         | 68         | Defekt         | 15       |      |
| 11       | 25       | Nicola Larini      | Ligier-Ford           | 68         | + 3 kör        | 20       |      |
| 12       | 26       | Philippe Alliot    | Ligier-Ford           | 68         | + 3 kör        | 10       |      |
| 13       | 6        | Riccardo Patrese   | Williams-Renault      | 65         | Olajnyomás     | 4        |      |
| 14       | 21       | Gianni Morbidelli  | Dallara-Ford          | 64         | + 7 kör        | 16       |      |
| Ki       | 10       | Alex Caffi         | Arrows-Ford           | 49         | Kuplunghiba    | 25       |      |
| Ki       | 12       | Martin Donnelly    | Lotus-Lamborghini     | 43         | Kicsúszás      | 14       |      |
| Ki       | 8        | Stefano Modena     | Brabham-Judd          | 39         | Kicsúszás      | 12       |      |
| Ki       | 24       | Paolo Barilla      | Minardi-Ford          | 38         | Motorhiba      | 17       |      |
| Ki       | 18       | Yannick Dalmas     | AGS-Ford              | 28         | Felfüggesztés  | 26       |      |
| Ki       | 11       | Derek Warwick      | Lotus-Lamborghini     | 25         | Elektronika    | 24       |      |
| Ki       | 30       | Szuzuki Aguri      | Larrousse-Lamborghini | 24         | Felfüggesztés  | 18       |      |
| Ki       | 9        | Michele Alboreto   | Arrows-Ford           | 24         | Felfüggesztés  | 23       |      |
| Ki       | 7        | Gregor Foitek      | Brabham-Judd          | 14         | Váltóhiba      | 22       |      |
| Ki       | 29       | Éric Bernard       | Larrousse-Lamborghini | 13         | Váltóhiba      | 11       |      |
| Ki       | 14       | Olivier Grouillard | Osella-Ford           | 8          | Ütközés        | 21       |      |
| Ki       | 22       | Andrea de Cesaris  | Dallara-Ford          | 0          | Ütközés        | 9        |      |
| NK       | 35       | Stefan Johansson   | Onyx-Ford             |            |                |          |      |
| NK       | 36       | Jyrki Järvilehto   | Onyx-Ford             |            |                |          |      |
| NK       | 16       | Ivan Capelli       | Leyton House-Judd     |            |                |          |      |
| NK       | 15       | Maurício Gugelmin  | Leyton House-Judd     |            |                |          |      |
| NeK      | 17       | Gabriele Tarquini  | AGS-Ford              |            |                |          |      |
| NeK      | 33       | Roberto Moreno     | Euro Brun-Judd        |            |                |          |      |
| NeK      | 31       | Bertrand Gachot    | Coloni-Subaru         |            |                |          |      |
| NeK      | 34       | Claudio Langes     | Euro Brun-Judd        |            |                |          |      |
| NeK      | 39       | Gary Brabham       | Life                  |            |                |          |      |

## Statisztikák
- Vezető helyen:
- Ayrton Senna: 38 kör (1–32 / 35–40)
- Gerhard Berger: 2 kör (33–34)
- Alain Prost: 31 kör (41–71)

Alain Prost 40. (R) győzelme, Ayrton Senna 43. (R) pole-pozíciója, Gerhard Berger 11. leggyorsabb köre.
- Ferrari 98. győzelme.

Gary Brabham utolsó versenye.